# Mesochorus maleficus
Mesochorus maleficus là một loài tò vò trong họ Ichneumonidae.